# NGC 7005
NGC 7005 is een asterisme in het sterrenbeeld Waterman. Het hemelobject werd op 12 augustus 1855 ontdekt door de Duits-Deense astronoom Heinrich Louis d'Arrest.